# Hagarville
Hagarville – jednostka osadnicza w Stanach Zjednoczonych, w stanie Arkansas, w hrabstwie Johnson.